# Оболонская площадь
Оболо́нская пло́щадь (укр. Оболо́нська пло́ща) — площадь в Оболонском районе города Киева, жилой массив Оболонь. Расположена между Оболонским проспектом, улицами Маршала Малиновского и Иорданской.

## История
Площадь возникла под названием Новая (проектируемая), в 1982 году, к 60-й годовщине создания СССР, получила название площадь Дружбы народов СССР, в честь нерушимой дружбы братских народов Советского Союза. На стене дома № 1 на площади Дружбы народов СССР размещалась аннотационная доска, упоминающая об этом.
Современное название, которое походит от местности Оболонь — с 2015 года.
15 октября 1983 года участниками 6-го фестиваля Дружбы молодёжи СССР и ГДР на территории площади был заложен сквер Дружбы, о чём свидетельствует установленный здесь памятный знак.
На площади расположен супермаркет «Велмарт» и центр семейного досуга «Дивосвит».

## Дома-«ромашки»

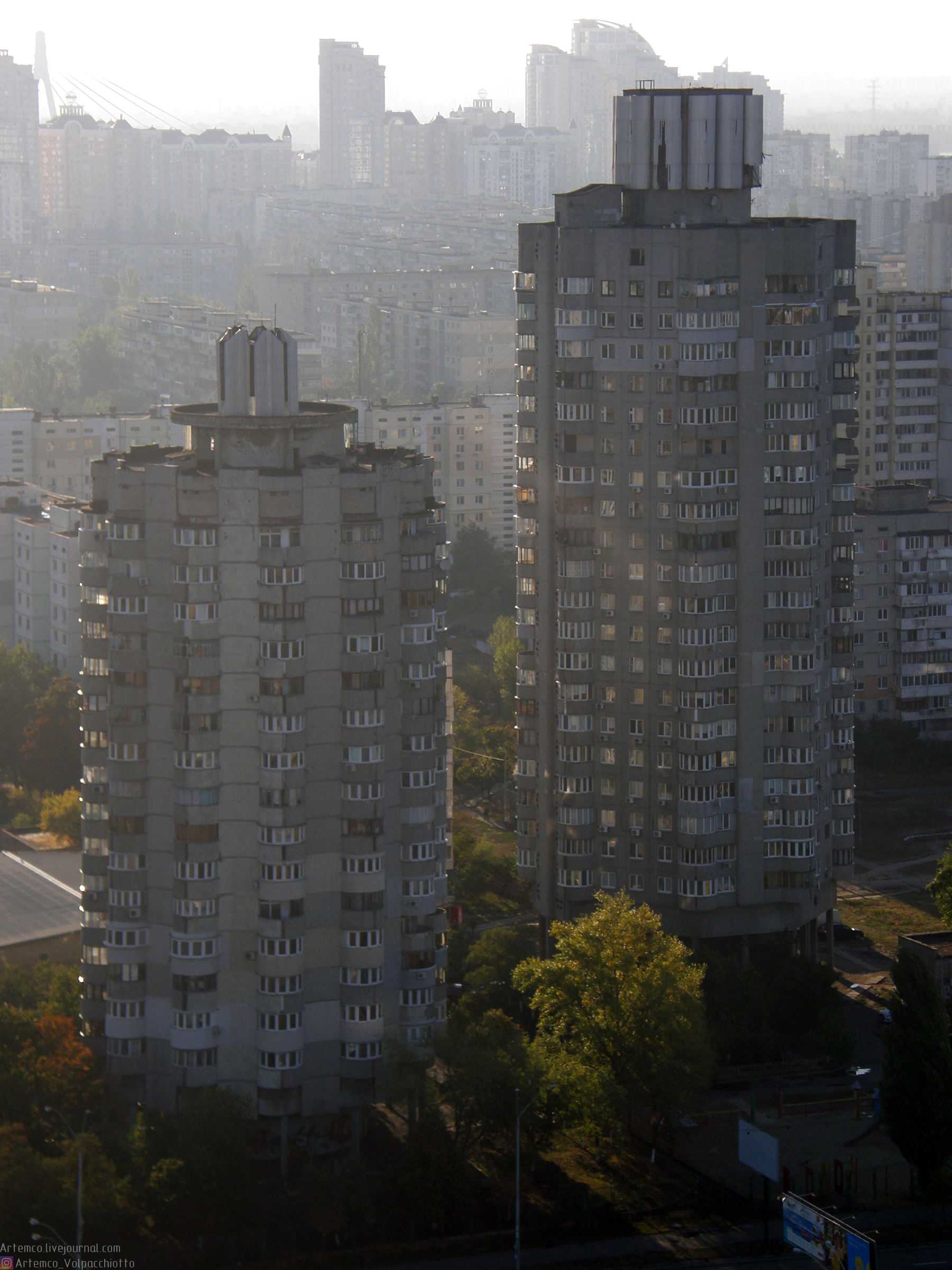
Оболонская площадь, 2 и 2а

Дома, расположенные по адресу Оболонская площадь, 2 и 2а. Оба дома сооружены методом поднятия перекрытий с применением монолитного каркаса и железобетонных панелей.
Дом по адресу Оболонская площадь, 2 построен в 1981 году, это один из первых в Киеве монолитных жилых домов. Насчитывает 15 жилых этажей. Выполнен в необычной форме — башня круглого сечения с полукруглыми балконами, традиционные окна в доме отсутствуют, вместо них — огромные витрины во всю стену между балконом и комнатой. Основание дома — небольшой стилобат, окружённый опорами. В стилобате находится вход в здание, выведены лифты и лестница. Необычно выполнена незадымляемая лестница — ввиду отсутствия балконов-галерей для перехода на лестницу, внутри здания сделана вертикальная шахта с выводом в декоративную металлическую конструкцию на крыше, через которую осуществляется выход на незадымляемую лестницу. На этаже 6 одинаковых двухкомнатных квартир. Дом сооружен в каркасно-панельной конструкции с монолитным ядром жесткости. Архитекторы М. Будиловский, В. Коломиец, В. Кацин, В. Морозов, И. Иванов, инженеры В. Дризо, И. Шапиро, О. Иванов, Д. Карпец.
Дом по адресу Оболонская площадь, 2а построен в 1990 году. Выполнен в более простой, чем соседний дом, однако также своеобразной форме. Основание дома представляет собой стилобат высотой почти в два стандартных этажа, в котором размещён холл и технические сооружения. Стилобат окружён опорами. Выше находятся нижний технический этаж, 20 жилых этажей и верхний технический этаж. Архитектор В. Ладный.

## Изображения

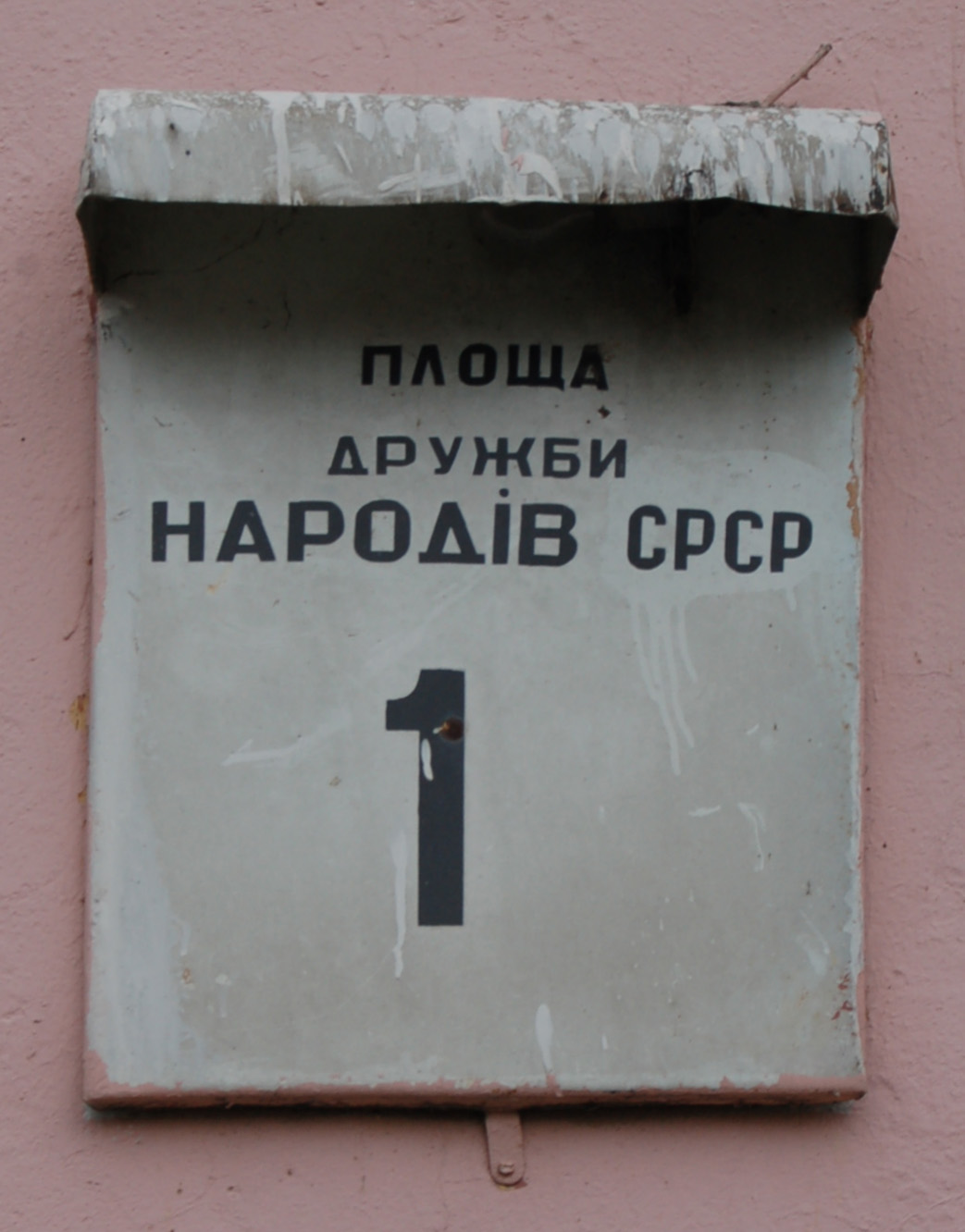
Адресная табличка на доме № 1
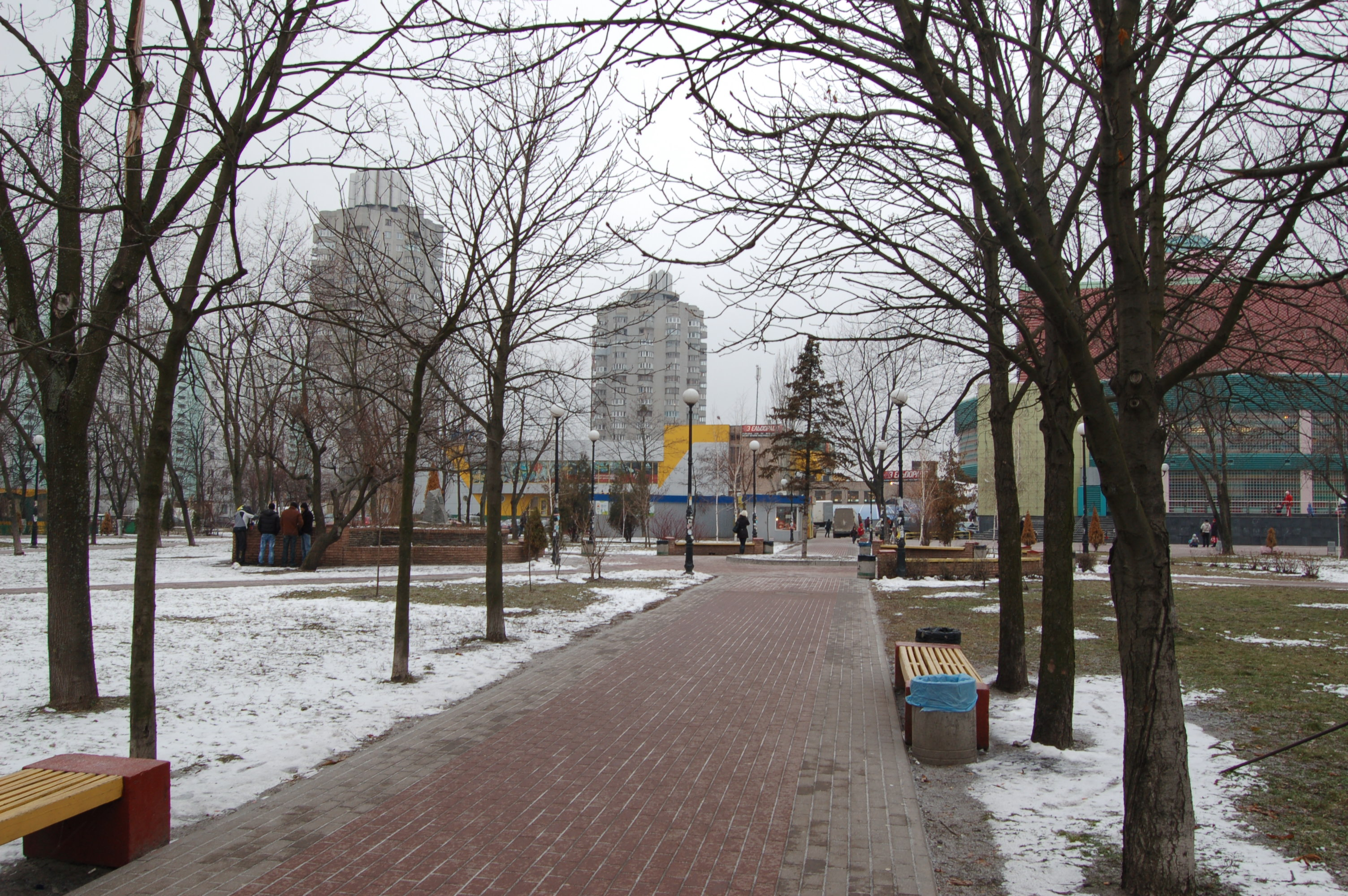
Сквер Дружбы